# Прапор ООН
Прапор Організації Об'єднаних Націй мав вигляд зображення офіційної емблеми, розташованої в центрі полотнища блакитного кольору — кольору Організації Об'єднаних Націй. Ця емблема білого кольору зображена на обох сторонах полотнища, за винятком тих випадків, коли в правилах пропонується інше. Прапор виготовляється в таких розмірах, які можуть час від часу приписуватися правилами.

## Історія прапора
Історія прапора Організації Об'єднаних Націй починається з емблеми, підготовленої Відділом подання Управління стратегічних служб Сполучених Штатів у квітні 1945 року. Вона була підготовлена у відповідь на прохання розробити ескіз емблеми для Конференції в Сан-Франциско, на якій був розроблений і прийнятий Статут Організації Об'єднаних Націй.
Емблема Конференції в Сан-Франциско мала вигляд круглого зображення карти світу, що тягнеться до 40-ї паралелі на південь і 100-го меридіана на захід від Гринвіча в нижчому вертикальному положенні.
Генеральний секретар вказав на бажаність того, щоб Асамблея затвердила ескіз як офіційну печатку та емблему Організації Об'єднаних Націй, і 7 грудня 1946 мав вигляд карти світу з полярною рівновіддаленою азимутальною проєкцією, оточеною двома оливковими гілками. Ці два символи говорять самі за себе. Оливкова гілка в стародавній Греції служила символом миру. Карта світу символізує область, в якій Організація займається досягненням своєї основної мети — світу.
На другий черговій сесії Генеральної Асамблеї Генеральний секретар представив меморандум, в якому вказувалося, що необхідність у прапорі Організації Об'єднаних Націй вже відчувається і, безумовно, у все більшій мірі буде відчуватися в майбутньому для використання комітетами та комісіями Організації Об'єднаних Націй у різних частинах світу, а також у Центральних установах та інформаційних центрах Організації Об'єднаних Націй.
20 жовтня 1947 року Асамблея без заперечень прийняла резолюцію, в якій проголошувалося, що «прапор Організації Об'єднаних Націй є офіційною емблемою, затвердженою Генеральною Асамблеєю, яка поміщена в центрі на світло-блакитному фоні». Наскільки відомо, кольори не мають конкретного значення.

## Використання прапора
Хоча прапор Організації Об'єднаних Націй може вільно виставлятися для демонстрації підтримки Організації Об'єднаних Націй та її роботи, використання емблеми Організації Об'єднаних Націй, її назви або ініціалів у комерційних цілях обмежується положеннями резолюції 92 (I) Генеральної Асамблеї, прийнятої в 1946 році. У цій резолюції Асамблея ухвалила, що для запобігання зловживання використанням печатки та емблеми Організації Об'єднаних Націй, вони не можуть використовуватися без дозволу Генерального секретаря. Будь-який, який бажає використовувати емблему Організації Об'єднаних Націй, повинен направити офіційний письмовий запит Виконавчому секретарю, Видавничий рада, Департамент громадської інформації, Організація Об'єднаних Націй, Нью-Йорк, штат Нью-Йорк 10017, США.

## Прапори підрозділів ООН

Міжнародне агентство з атомної енергії
Міжнародна організація цивільної авіації
Міжнародна організація праці
Міжнародна морська організація
ЮНЕСКО
Всесвітній поштовий союз
Всесвітня організація охорони здоров'я
Всесвітня метеорологічна організація